# Zbigniew Malik
Zbigniew Malik (* 28. September 1962 in Bielsko-Biała) ist ein ehemaliger polnischer Skispringer. Er wurde 1990 polnischer Meister mit dem Team.

## Werdegang
Malik, der in seiner Karriere hauptsächlich für LKS Skrzyczne Szczyrk startete, wuchs in einer sportlichen Familie auf. Neben ihm sprangen auch seine vier Brüder Janusz, Andrzej, Tomasz und Kazimierz. Bereits im Alter von 17 Jahren gab Malik in Zakopane sein Debüt im Skisprung-Weltcup, verpasste jedoch als Neunzehnter die Punkteränge. Bei den Junioren-Weltmeisterschaften 1980 im schwedischen Örnsköldsvik belegte Malik den 27. Platz.
Nachdem Malik sich immer wieder im Weltcup versuchte, erreichte er im Januar 1986 mit dem siebten Platz in Oberwiesenthal das erste und einzige Mal die Punkteränge. In der Gesamtwertung belegte er somit den 49. Rang. Auch im Skisprung-Europacup ersprang er sich 1986 mit dem zwölften Platz beim Feldberg-Springen die ersten Punkte.
Seinen größten nationalen Erfolg feierte er bei den polnischen Meisterschaften 1990 in Zakopane, als er mit Wacław Przybyła, Robert Witke und seinem Bruder Andrzej den Meistertitel im Team gewann.
Bei der Veteranen-Weltmeisterschaften 2003 in Zakopane gewann Malik die Goldmedaille auf der Maleńka Krokiew in der Kategorie der 40- bis 44-Jährigen.

## Statistik

### Weltcup-Platzierungen
| Saison  | Platz | Punkte |
| ------- | ----- | ------ |
| 1985/86 | 049.  | 9      |

### Europacup-Platzierungen
| Saison  | Platz | Punkte |
| ------- | ----- | ------ |
| 1985/86 | 141.  | 4      |
| 1987/88 | 094.  | 9      |